# ناوکو نیشیگای
ناوکو نیشیگای (انگلیسی: Naoko Nishigai؛ زادهٔ ۲۲ ژانویهٔ ۱۹۶۹) بازیکن فوتبال اهل ژاپن است که در تیم ملی فوتبال زنان ژاپن بازی کرده‌است.